# Rolf Ek
Rolf Holger Ek, född 20 maj 1925 i Gävle, död 25 november 2006 i Annedals församling, Göteborg, var en svensk ishockeyspelare.
Ek representerade Västra Frölunda IF säsongen 1953/1954. Han spelade därefter för Gais 1956–1959, varav säsongen 1957/1958 var i högsta divisionen. Till säsongen 1959/1960 gick han till BK Bäcken i division III.